# THIS TIME
「THIS TIME」（ディス・タイム）は1988年7月21日に発売された崎谷健次郎の通算4枚目のシングル。「THE RIGHT BEAT」（ザ・ライト・ビート）をカップリング曲に収録。

## 解説
- 崎谷が渡米して感銘を受けて取り入れ、制作されたJ-POPでも黎明期のハウスミュージックの作品[2][3]。
- キャッチコピーは、「これが崎谷のハウスミュージックだ。新しいアレンジとミックスダウンによって、よりダンサブルになったTHIS TIME / REALISM収録の英語バージョン。(B面には新曲を収録)」[4]
- CDジャケットはサングラスを着用した崎谷の顔面ズームアップ写真が採用[5]。アート・ディレクションは坂川栄治。フォトグラフは依田恭司郎・坂川栄治。ヘア＆メイクはタルモトユミ。

1. THIS TIME(EXTENDED SCRATCH MIX)
  - 12inchシングル。EXTENDED SCRATCH MIXで収録。
  - オリジナルアルバム未収録。
  - 2nd.アルバム『Realism』には、日本語詞バージョンが異なる編曲で収録。
  - 1st.ベストアルバム『SAKIYA REMIXED WORKS vol.1 夏』では、日本語詞remixバージョンが収録。
  - プロデュース：崎谷健次郎＆M.I.D
  - ミックス：井上禎
2. THE RIGHT BEAT
  - オリジナルアルバム未収録曲。
  - プロデュース：崎谷健次郎
  - ミックス：井上禎

## 収録曲
1. THIS TIME(EXTENDED SCRATCH MIX)
作詞 / 作曲 / 編曲：崎谷健次郎　英語詞：Bandit
2. THE RIGHT BEAT
作詞：Bandit　作曲 / 編曲：崎谷健次郎